# NGC 1634
NGC 1634 (również PGC 15775) – galaktyka eliptyczna (E-S0), znajdująca się w gwiazdozbiorze Byka. Odkrył ją William Herschel 9 grudnia 1798 roku.